# Quinto Verânio Nepos
Quinto Verânio Nepos (em latim: Quintus Veranius Nepos; m. 57) foi um importante general romano eleito cônsul em 49 com Caio Pompeu Longo Galo. O filósofo grego Onassandro dedicou seu livro "Strategikos" a Verânio. Era filho de Quinto Verânio, que acompanhou Germânico como "comes" ("companheiro") em sua viagem ao oriente e foi o primeiro governador da província da Capadócia.

## Carreira
Quinto Verânio foi triúnviro monetário, tribuno da Legio IV Scythica e questor na época de Tibério. Depois, foi nomeado tribuno da plebe em 41 e, depois do assassinato de Calígula, teve um papel importante ao não impedir a ascensão de Cláudio, missão que ele e seu companheiro Broco (em latim: Brocchus) haviam sido encarregados de fazer pelo Senado Romano. Foi pretor no ano seguinte e, em 43, o Cláudio criou a nova província da Lícia e nomeou Verânio como primeiro governador. Ele permaneceu lá até 48 e, durante este período, sufocou uma revolta, o que pode ter lhe valido a ornamenta triumphalia. Depois de seu consulado, em 49, foi elevado ao status de patrício por Cláudio e nomeado áugure.
Em 57, Verânio foi nomeado governador da Britânia no lugar de Aulo Dídio Galo. Ele reverteu a política de seu antecessor de manter as fronteiras sem expansão e começou uma campanha contra os siluros, uma tribo que habitava o território onde hoje está o País de Gales, mas morreu no mesmo ano. Em seu testamento, Verânio bajulou Nero e alegou que se tivessem mais dois anos ele teria conquistado a ilha toda. No seu lugar foi nomeado Caio Suetônio Paulino. A velocidade com que ele concluiu a conquista dos siluros indica que de fato Verânio já tinha realizado a maior parte do serviço.

## Família
Verânio teve pelo menos duas filhas, as gêmeas Otavila e Verânia Gêmina. Esta última se casou com Lúcio Calpúrnio Pisão Frúgio Liciniano, que foi adotado por Galba em 69 e nomeado seu sucessor, o que levou à revolta de Otão.